# Сайто, Такао (кинооператор)
Такао Сайто (яп. 斎藤孝雄 Сайто: Такао, 5 марта 1929, Киото — 6 декабря 2014) — японский кинооператор.

## Биография
Как ассистент оператора выступил в 1947, свою первую самостоятельную ленту снял в 1962. На его счету около 30 картин, наиболее известен работой в фильмах Акиры Куросавы.

## Работа с Куросавой
- Цубаки Сандзюро (1962)
- Рай и ад (1963)
- Красная борода (1965)
- Додескаден (Под стук трамвайных колёс, 1970)
- Кагемуся (Тень воина, 1980, номинация на премию БАФТА за лучшую операторскую работу)
- Ран (1985, премия Национальной ассоциации кинокритиков США, премия Бостонской ассоциации кинокритиков, номинации на Оскара, премию БАФТА, премию Японской академии)
- Сны (1990)
- Августовская рапсодия (1991, премия Японской академии)
- Еще нет (1993, премия Японской академии)